# Велес Сарсфилд
«Ве́лес Са́рсфилд» (полное название — исп. Club Atlético Vélez Sársfield) — аргентинский спортивный клуб, наиболее известный благодаря выступлениям футбольной команды. Команда выиграла в 1994 году Кубок Либертадорес и Межконтинентальный кубок. Относится к так называемой «второй пятёрке» традиционных аргентинских команд, однако достижения второй половины XX века значительно приблизили «Велес» к таким традиционным «грандам» аргентинского футбола, как «Расинг» и «Сан-Лоренсо».
Клуб располагается на западной окраине Буэнос-Айреса, и его самым принципиальным соперником является «Феррокариль Оэсте», противостояние с этой командой называется «Западное класико» (Clásico del Oeste).

## История
Клуб был основан в 1910 году во Флоресте (район Буэнос-Айреса) и располагался рядом с железнодорожной станцией. Станция называлась в честь разработчика Гражданского кодекса Аргентины 1869 года юриста и писателя Дальмасио Велес Сарсфилда. Так же был назван и клуб.
В 1968 году «Велес» под руководством Мануэля Джудиче завоевал свой первый титул чемпиона Аргентины. В составе команды был нападающий Карлос Бьянки, становившийся лучшим бомбардиром чемпионата Аргентины в 1970, 1971 и 1981 годах. Он же в качестве тренера привёл команду к 3 чемпионским титулам (Клаусура 1993, Апертура 1995 и Клаусура 1996), а также к победе в Кубке Либертадорес и Межконтинентальном Кубке в 1994 году (победа над «Миланом»).
Эти достижения позволяют говорить о том, что «Велес» был одним из самых успешных аргентинских клубов в 1990-е годы. Ярчайшей звездой команды в тот период был парагвайский вратарь-бомбардир Хосе Луис Чилаверт, трижды признававшийся лучшим вратарём мира (в 1995, 1997 и 1998 годах). Большая часть забитых им голов была проведена именно в составе «Велеса». Из полевых игроков выделялись аргентинский нападающий Омар Асад (по прозвищу «Эль Турко»), который забил второй гол в финале Межконтинентального кубка, а также Кристиан Басседас, Маурисио Пеллегрино, Хосе Флорес.
После ухода Бьянки в «Боку Хуниорс» результаты команды стали более скромными. Вновь чемпионом Аргентины команде удалось стать уже в следующем веке — в 2005 году.
В 2011 году клуб выиграл свой 8-й титул чемпиона страны.

## Стадион

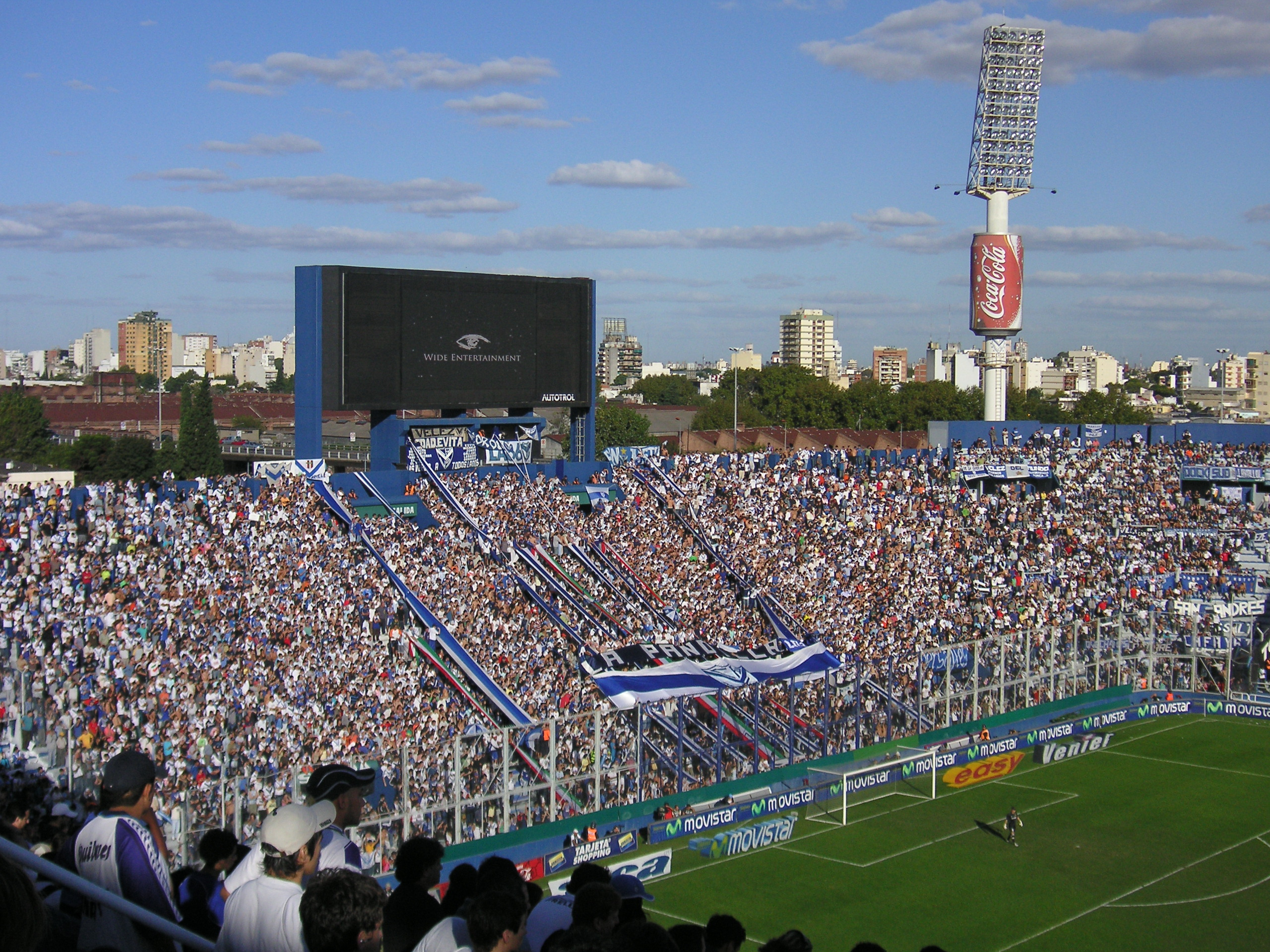
Стадион Хосе Амальфитани

Домашним стадионом клуба является «Хосе Амальфитани». Стадион назван в честь президента клуба, занимавшего свой пост свыше 30 лет и много сделавшего для развития спорта и футбола в клубе. Арена была открыта в 1947 году.

## Достижения
- Чемпион Аргентины (11): Насьональ 1968, Клаусура 1993, Апертура 1995, Клаусура 1996, Клаусура 1998, Клаусура 2005, Клаусура 2009, Клаусура 2011, Инисиаль 2012, 2012/13, 2024
- Вице-чемпион Аргентины (8): 1953, Метрополитано 1971, Метрополитано 1979, Насьональ 1985, Клаусура 1992, Апертура 1993, Апертура 2004, Апертура 2010
- Вице-чемпион Аргентины (допрофессиональный период) (1): 1919 (AAmF)
- Победитель Второго дивизиона Аргентины (1): 1943
- Обладатель Суперкубка Аргентины (1): 2013
- Обладатель Кубка Либертадорес (1): 1994
- Обладатель Суперкубка Либертадорес (1): 1996
- Обладатель Рекопы Южной Америки (1): 1997
- Обладатель Межамериканского кубка (1): 1996
- Обладатель Межконтинентального кубка (1): 1994

## Известные персоны

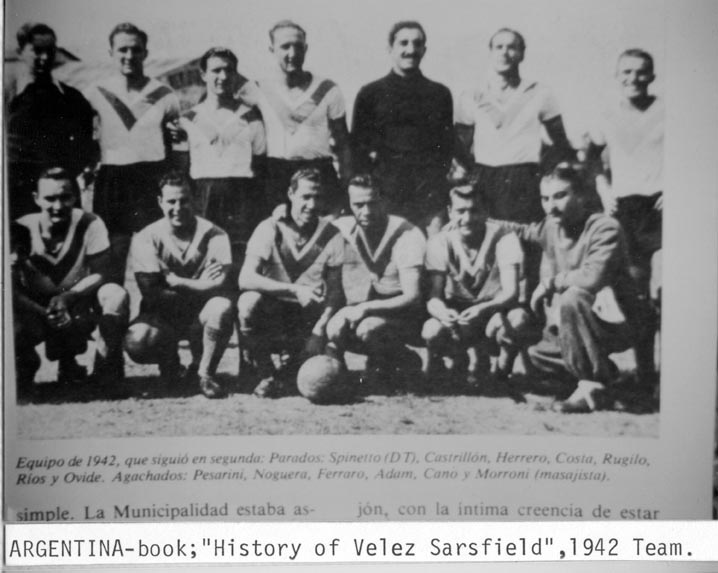
«Велес Сарсфилд» в 1942 году выступал во Втором дивизионе.

Ниже представлены персоны, упомянутые в разделе «Esto es Vélez Sarsfield» («Это — „Велес Сарсфилд“») на официальном сайте клуба.
Игроки
Дие́го Па́бло Симео́не Гонса́лес(1987-1990)
- Викторио Спинетто (1932—1937; 1939—1940)
- Даниэль Виллингтон (1962—1970; 1978)
- Хосе Мигель Марин (1964—1971)
- Карлос Бьянки (1967—1973; 1980—1984)
- Освальдо Пиацца (1979—1982)
- Рикардо Гарека (1989—1992)
- Кристиан Басседас (1990—2000)
- Маурисио Пельегрино (1990—1999)
- Хосе Флорес (1990—1996)
- Хосе Луис Чилаверт (1991—2000; 2003—2005)
- Омар Асад (1992—2000)
- Лукас Пратто (2012—2014; 2021—н.в.)

Тренеры
- Карлос Бьянки (1993—1996)
- Освальдо Пиацца (1996—1997)
- Марсело Бьелса (1997—1998)
- Мигель Анхель Руссо (2004—2006, 2015)
- Рикардо Гарека (2008—2013)
- Кристиан Басседас (1990—2000)
- Хосе Флорес (2014)
- Маурисио Пельегрино (2020—2022)

## Спортивное общество
В настоящее время спортивное общество насчитывает более 28 000 членов, которые платят ежемесячные взносы в размере 7 долларов США. Это дает им право заниматься одним или несколькими видами спорта, которые развиваются в обществе. Всего видов 30.